# Aeroportul Cerkasî
Aeroportul Cerkasî (IATA: CKC, ICAO: UKKE) este un aeroport din Cerkasî, Raionul Cerkasî, Cerkasî, Regiunea Cerkasî, Ucraina ce deservește zona Cerkasî. A fost numit după zona deservită.
Situat la o altitudine de 114 m, aeroportul dispune de o singură pistă.